# Wisting
Wisting és una sèrie de televisió noruega de thriller sobre procediments policials protagonitzada per Sven Nordin com el vidu William Wisting, un destacat detectiu de la policia, i en els primers cinc episodis, protagonitzada per Carrie-Anne Moss com l'agent especial de l'FBI Maggie Griffin. S'ha subtitulat al català.
És la sèrie dramàtica més cara produïda a Noruega. La seva primera temporada es basa en dues novel·les de Jørn Lier Horst, Hulemannen (2013) i Jakthundene (2012). En els episodis 1-5, Wisting encapçala una investigació sobre un assassinat amb la col·laboració de l'FBI, ja que el sospitós és un assassí en sèrie caçat als Estats Units. En els episodis 6-10, Wisting s'ha de defensar contra les acusacions de manipulació de proves en un cas d'assassinat anterior. A finals del 2020, el programa es va renovar per a una segona temporada. Quatre episodis, basats en la novel·la Illvilje (2019), es van emetre a Escandinàvia com a segona temporada a partir del 26 de desembre de 2021, amb una tercera temporada de durada similar ja confirmada; aquests vuit episodis estaven originalment destinats a ser inclosos a la temporada 2. La tercera temporada de quatre episodis, basada en Nattmannen (2009), es va projectar a Escandinàvia l'abril del 2022.